# Nicolas Brûlart de Sillery

Porträt des alten Nicolas Brulart in kostbaren Kleidern. Sein farbiges Wappen ziert die Basis des Bildes

Nicolas Brûlart de Sillery (* 17. Dezember 1544; † 1. Oktober 1624) war ein französischer Diplomat, Siegelbewahrer, Staatsmann und Kanzler von Frankreich.

## Leben
Am 30. Mai 1573 wurde Brûlart Mitglied des Parlaments in Paris, ab dem 18. Dezember 1584 präsidierte er die Chambre des enquêtes und nach dem Tod von Jean Le Maistre präsidierte er ab dem 24. Februar 1597 das Parlament von Paris. Am 1. April 1587 übernahm er die diplomatische Vertretung bei den Drei Bünden und war vom 15. Juli 1587 bis Juli 1595 war Ambassador bei der Alten Eidgenossenschaft. Während dieser Zeit drängte er Bern gegen Savoyen zum Krieg und forderte erfolgreich die Aufhebung des Friedens, welchen sie am 1. Oktober 1589 in Nyon beschlossen hatten. Unter Heinrich von Navarra verhandelte er erneut mit den Schweizern und den Bündnern im Jahr 1595 bzw. 1602.
Vom 5. September 1601 bis zum 26. März 1602 war Brûlart als außerordentlicher Gesandter tätig und trug wesentlich zu am 29. Januar 1602 in Solothurn beschlossenen Erneuerung der Allianz mit Frankreich bei. 1604 wurde er zum Justizminister von Frankreich ernannt, 1605 als Kanzler des Königreichs Navarra und 1607 zum Kanzler von Frankreich, wo er Pomponne de Bellièvre folgte. Unter Ludwig XIII. von Frankreich wurde er vom 23. Januar 1623 bis zum 2. Januar 1624 neben Kanzler von Frankreich auch Siegelbewahrer des Reichs, wodurch er Handlungen für die Regierung ausführen konnte.
Brûlart heiratete am 24. November 1574 Claude Prudhomme. Aus dieser Ehe stammen zwei Söhne, unter anderem Pierre Brûlart de Sillery, und fünf Töchter. Sein Grab befand sich bis 1793 in der Krypta der Kirche St. Rémi in Marines.